# うえだゆうじ
うえだ ゆうじ（1967年〈昭和42年〉6月15日 - ）は、日本の声優、舞台俳優。福岡県北九州市出身。ポマランチ所属。本名および旧芸名は上田 祐司（読み同じ）。
代表作に『るろうに剣心 -明治剣客浪漫譚-』（相楽左之助）、『機動戦艦ナデシコ』（テンカワ・アキト）、『ポケットモンスター』（タケシ）、『おじゃる丸』（キスケ）などがある。

## 略歴

### 生い立ち
子供の頃は大人の中で育ち、小学校から高校に掛けてはいわゆる優等生であり、中学時代は生徒会長を務めていた。しかし、いい子であり続けていたため、自分のことを語るのが苦手だった。あまり自分の喋り方が好きではなかったこともあり、自分を主張する時にうまく言葉にできず、言葉で表現することにすぐにこだわりを持つようになったかもしれないという。

### キャリア
高校時代にラジオドラマをよく耳にして、職業としての声優を知り、進路を考えていた時、舞台に興味を持った。時期的にはバブルの終わり頃で、面白い映画やCMが多数出ていたため、自然に演劇に目が向いていたという。
高校時代は第3次小劇場ブームだったが、偶々大学の進路の中に演劇科がある大学を見つけて、玉川大学文学部芸術学科演劇学専攻卒業後、舞台活動を経る。生真面目に生きてきた子供だったため、「そこへ行きたい!」、「総合芸術が舞台だ」と思った。当時はものづくりに興味を持っていた。しかし次第に「結局、仲間内だけで活動を続けていても、芝居の勉強と言う形にはならないんじゃないか」と疑問を抱き始めた。その時は「ムービーとかで演れたら」とも思っていたが、今すぐその世界に入っても即戦力になりにくく、そこで前から興味を持っていたナレーションの方面でもう一度ゼロから始めてみようと小劇団を退団。雑誌で見つけた日本ナレーション演技研究所の無料育成オーディションで最終選考まで残るも落ちたが、アーツビジョンの預かりになり、1年後には正所属になり、声優としての活動を始める。

### 声優として
1996年、『機動戦艦ナデシコ』のテンカワ・アキト役と『ハーメルンのバイオリン弾き』のハーメル役で、2作品同時期にテレビアニメ初主演を果たす。『るろうに剣心 -明治剣客浪漫譚-』の相楽左之助などを演じて人気に火が付く。その後、『セクシーコマンドー外伝 すごいよ!!マサルさん』『ラブひな』などの主演を務める。
1997年から『ポケットモンスターシリーズ』のタケシ役の他にムサシのソーナンス、サトシのバリヤード、マグマラシ、ジュカイン、ゴウカザル、ゲッコウガなど多数のポケモン役を担い、2000年の夏休み期間（158話 - 163話）、「タケシのパラダイス」で『ポケットモンスター』のエンディングテーマを歌った。
2005年、戦後60年を記念して制作されたアニメ映画、『あした元気にな〜れ! 〜半分のさつまいも〜』の喜三郎役で、主演の上戸彩と戦災孤児の兄妹を演じた。
2011年、『スーパーロボット大戦シリーズ』20周年記念作品となる、『第2次スーパーロボット大戦Z』において、主人公（クロウ・ブルースト）を務める。

### 所属歴
元々は本名で漢字表記の「上田 祐司」の名前で活動していたが、2004年7月1日に所属していたアーツビジョンからフリーになったのを機に、現在のひらがな表記とした。
2005年4月1日から2012年2月まで大沢事務所に所属。
2012年3月に大沢事務所から独立し、ポマランチに所属。

## 特色
役柄としては、若さと優しさのある役、二枚目からコミカルなキャラクターまでを幅広く演じる。女性にふりまわされる男の子役が多い。
『機動戦艦ナデシコ』のテンカワ・アキト役と『ハーメルンのバイオリン弾き』のハーメル役は二枚目だったが、うえだ自身は二枚目を演じる方法論は持っておらず、逆に持ちたくないという。
「鋭い感覚を持ち、芝居もできればギャグのテンポ感もあって、歌も歌える声優」と長濱博史に評され、たなかかずや共々「全幅の信頼を置いている声優」として評価も高い。
『劇場版 機動戦士ガンダム00 -A wakening of the Trailblazer-』においては、カタギリが名言を口にするなど、存在感を発揮。アニメ監督の水島精二は「すごい変幻自在な人で、『ああ、すごいな』と思いましたね。あれはもう、うえだゆうじのすごさですよ」と評している。
テレビCMではナレーションのほか、企業のマスコットキャラクターの声などで出演している。
『ポケットモンスター』シリーズでは、タケシの他にムサシのソーナンスを始めとする多数のポケモンの鳴き声を演じており、共演者の大谷育江から「ポケだモンじ（ポケ田モン司）」という字名と称号を貰っている。大谷によれば、うえだがコイキングを演じた際に彼の演技にキャスト陣が爆笑したことがあるという。

## 人物
特技はヴァイオリン、殺陣。資格は普通自動車免許。幼稚園教諭だった母が、ピアノの先生として近所に教えに行っていたりもしていた。そのため、音楽一家の環境で、ヴァイオリンの英才教育を受けていた。5歳の時にヴァイオリンを習い始めて、以後10数年続けていた。ヴァイオリンは朝昼晩と練習していたが、自分の意志で始めたわけではなかったため、練習はそんなに楽しいものでもなかったという。『ハーメルンのバイオリン弾き』のキャラクターソングCDの中で、歌とヴァイオリン演奏を担当しその腕前を披露している。油絵や水彩画も嗜み、声楽を学んだこともある。『ハチミツとクローバー』では多才な美大生（森田忍）の声を演じる一方、劇中歌の作曲や自ら製作したオブジェをハチクロカフェの「森田忍個展」に出品するなど、うえだ自身も多才な一面を見せている。
子供の頃は近くに耳鼻科が無かったため、自分がなろうと思い医者志望だったが、高校生になった頃から舞台演劇やテレビのナレーションに興味を持ったため、上京する。
『デトロイト・メタル・シティ』アニメ版では、ヨハネ・クラウザーII世役でデスメタルを歌い上げる。『ギャグマンガ日和』では、シリーズを通してOP主題歌を担当しており、『おじゃる丸』のエンディング曲を歌ったこともある。ボーカルを担当している『ときめきメモリアル』（早乙女好雄）のバッドエンディングテーマ「女々しい野郎どもの詩」（通称「めめやろ」）は、「心に残る思い出のゲーム音楽」として、今日は一日“ゲーム音楽”三昧でも紹介された。
料理の腕があり、「声優としても最高なのに、料理人としても最高」と、大地丙太郎に評され、仕込みの手際良さまで「さすがうえだゆうじ」と、佐藤竜雄に評されるなど、その腕前は両監督の日記でも紹介されている。
役作りの土台として心理学書や哲学書をよく読む。演じている各キャラクターについて、「常日頃から意識の中に並べ持っている感覚を大事にしている」と語っている。
芸名表記を変えた理由は、漢字表記時代に誤植が多かったことや似た名前の同業者がいるためである。そのため、漢字表記時代は「ネ・右・司（つかさ）で祐司です」と名乗ることもしばしばあった。サインは当初よりひらがなを用いている。
東日本大震災後、小野坂昌也とともにチャリティートークライブ全国ツアーを行っている（新潟県、兵庫県他）。

## 出演
太字はメインキャラクター。

### テレビアニメ
1992年
- カリメロ（ジュリアーノ） - デビュー作
- クレヨンしんちゃん（男、保父、配達人、悪のエスパー）

1993年
- クッキングパパ（学生B、孝明）
- しましまとらのしまじろう（1993年 - 2003年、うさぎペンキ屋、山猫男）
- 姫ちゃんのリボン（倉沢）

1994年
- カラオケ戦士マイク次郎（生徒、ボーイフレンド）
- キャプテン翼J（小田和正、弓倉宣之、沢木 他）
- BLUE SEED（1994年 - 1995年、八重樫良樹）
- 勇者警察ジェイデッカー（男の子、係員）

1995年
- 愛天使伝説ウェディングピーチ（1995年 - 1996年、風摩ようすけ）
- 鬼神童子ZENKI（栗林）
- 獣戦士ガルキーバ（隊員、通行人）
- ストリートファイターII V（ジェームス、ベルボーイ、助監督、張 他）
- ビット・ザ・キューピッド（ヘルメス、隊長 他）
- ふしぎ遊戯（1995年 - 1996年、亢宿、角宿）
- ぼのぼの（夜魔王、生き物）

1996年
- 少年サンタの大冒険!（ビーズル）
- 機動戦艦ナデシコ（テンカワ・アキト）
- こどものおもちゃ（キムチタクヤ）
- 天空のエスカフローネ（リデン、ギメル、部員B）
- 超者ライディーン（椿聖人 / ライディーンフェニックス）
- VS騎士ラムネ&40炎（スケ・バーン、キング）
- ハーメルンのバイオリン弾き（ハーメル、ケストラー）
- YAT安心!宇宙旅行（トミー）
- 勇者指令ダグオン（船員）
- るろうに剣心 -明治剣客浪漫譚-（1996年 - 1998年、相楽左之助）

1997年
- アニメがんばれゴエモン（城島）
- 深海伝説マーメノイド（モスレム公国兵士）
- 爆走兄弟レッツ&ゴー!!WGP（ルキノ）
- HARELUYA II BØY（岡本清志郎）
- ポケットモンスター（1997年 - 2002年、タケシ、ヤマトのラッタ、ジッポ、ウツボット〈初代〉、サトシのバリヤード、サトシのヒノアラシ、テル→ソーナンス、サトシのヨルノズク 他）
- マスターモスキートン'99（ホノオ）
- みすて♡ないでデイジー（クマ）
- MAZE☆爆熱時空（カイル）

1998年
- EAT-MAN'98（ラリー）
- ヴァイスクロイツ（加瀬幸一郎）
- 浦安鉄筋家族（星野虎吉）
- おじゃる丸（1998年 - 、キスケ、オコリン坊、ピーター〈初代〉、若い頃のトミー、電ボ五郎、ミノル、本屋さん〈2代目〉、たっちゃん 他）
- 時空探偵ゲンシクン（1998年 - 1999年、ダイナ）
- 時空転抄ナスカ（大門宏）
- セクシーコマンドー外伝 すごいよ!!マサルさん（マサル）
- センチメンタルジャーニー（高橋カオル）
- 超速スピナー（1998年 - 1999年、北条院聖斗）
- 南海奇皇（ナレーション）
- 爆走兄弟レッツ&ゴー!!MAX（松ひとし、黒服の男）
- バブルガムクライシス TOKYO 2040（1998年 - 1999年、デイリー）
- ひみつのアッコちゃん（第3作）（青年）
- 魔法のステージファンシーララ（ヨシオ）
- 名探偵コナン（1998年 - 2023年、野口茂久、稲垣大将、一色和臣、福元俊晴）
- LET'S ぬぷぬぷっ（高木文男）

1999年
- エデンズボゥイ（スパイク）
- 課長王子（佐藤〈ミカエル〉）
- 金田一少年の事件簿（蔵沢光）
- GREGORY HORROR SHOW -THE LAST TARIN-（エジプチ）
- 十兵衛ちゃん シリーズ（1999年 - 2004年、三本松番太郎） - 2シリーズ
- ゾイド -ZOIDS-（1999年 - 2000年、カール・リヒテン・シュバルツ）
- 地球防衛企業ダイ・ガード（松任谷）
- Di Gi Charat（1999年 - 2001年、暴れん坊、Mrヴァイオレンス） - 1シリーズ + 特別編4作品
- デジモンアドベンチャー（ヌメモン）
- ドクタースランプ（原作者）
- トラブルチョコレート（ハムハム）
- 日本一の男の魂（吉永、水鳥、部下、人差、小林）
- パワーストーン（喜太郎）
- Bビーダマン爆外伝V（タマールおうじ）

2000年
- 犬夜叉（2000年 - 2010年、北条秋時、北条くん） - 2シリーズ
- ギブリーズ（藤巻くん、門ちゃん）
- 機巧奇傳ヒヲウ戦記（清河八郎）
- HAND MAID メイ（南原耕太郎）
- 六門天外モンコレナイト（ナレーション、竹中忠左衛門、あかつき番長、嵐を駆ける天使）
- BOYS BE…（上野剛）
- BRIGADOON まりんとメラン（アンゲリア）
- ポケットモンスター ミュウツー! 我ハココニ在リ（タケシ）
- モンキーマジック（アカケツ）
- ラブひな（2000年 - 2001年、浦島景太郎、ランバ・ルゥ） - 1シリーズ + 特別編2作品

2001年
- あぃまぃみぃ!ストロベリー・エッグ（深江晃、東福寺東風）
- X -エックス-（玖月牙暁）
- 学園戦記ムリョウ（津守八葉）
- カスミン（雨男）
- シャーマンキング（ホロホロ / 碓氷ホロケウ、ボールボーイ、ミック、ナクト、ザンチン、オーシャンレッド）
- ジャングルはいつもハレのちグゥ（男）
- 新白雪姫伝説プリーティア（淡雪薫）
- 逮捕しちゃうぞ シリーズ（2001年 - 2008年、郷田邦雄、職員） - 2シリーズ
- 地球少女アルジュナ（クリス・ホーケン）
- チャンス〜トライアングルセッション〜（村木）
- 破壊魔定光（椿定光）
- パラッパラッパー（店長）
- フルーツバスケット（竹井誠）
- PROJECT ARMS（2001年 - 2002年、巴武士） - 2シリーズ

2002年
- Witch Hunter ROBIN（鳴瀬十三）
- GetBackers-奪還屋-（高村裕二）
- 週刊ポケモン放送局（タケシ、キモリ）
- 十二国記（浅野郁也、傲濫）
- ちょびっツ（植田弘康）
- テニスの王子様（芥川慈郎）
- 天使な小生意気（安田太助）
- ぱにょぱにょデ・ジ・キャラット（デ・ジ・デビル）
- ヒートガイジェイ（キア・フリーボーン、男）
- ポケットモンスター アドバンスジェネレーション（2002年 - 2006年、ソーナンス、タケシ、サトシのキモリ→ジュプトル→ジュカイン、ハーリーのノクタス、サトシのバリヤード 他）
- ポケットモンスター サイドストーリー（2002年 - 2004年、タケシ、ソーナンス、バリヤード、ブビィ、ジッポ、エレキッド、ラッタ、ヒノアラシ）
- 陸上防衛隊まおちゃん（浦島県之助）
- ロックマンエグゼ（2002年 - 2006年、日暮闇太郎、カラードマン、ナンバーマン） - 5シリーズ

2003年
- 宇宙のステルヴィア（ピエール・タキダ）
- L/R -Licensed by Royal-（ロウ・リッケンヴァッカー）
- 魁!!クロマティ高校（2003年 - 2004年、ワルA、石川淳、ゆうじ、店員）
- 獣兵衛忍風帖 龍宝玉篇（臓腑）
- デ・ジ・キャラットにょ（あまえん坊、すばらしい人、巨大ロボ）
- とっとこハム太郎（カメハムくん）
- 探偵学園Q（一ノ瀬彰彦）
- PEACE MAKER鐵（市村辰之助）
- フルメタル・パニック? ふもっふ（不破、森）
- プラネテス（AD）
- 魔法遣いに大切なこと（善之助）
- 無限戦記ポトリス（セコインガル、トルーパーA）
- ONE PIECE（サーキース）

2004年
- 北へ。〜Diamond Dust Drops〜（白石満）
- げんしけん（初代会長）
- 攻殻機動隊 S.A.C. 2nd GIG（ウエダ）
- 金色のガッシュベル!!（2004年 - 2006年、パートナー、カルディオ）
- ジパング（尾栗康平）
- せんせいのお時間（工藤雄一）
- のってけエクスプレッツ（アサヒ）
- 鋼の錬金術師（キンブリー）
- 爆裂天使（立場無恭平）
- ブラック・ジャック（谷川）
- BLEACH（井上昊）
- 舞-HiME（武田將士）
- 美鳥の日々（高見沢修一、ジゴロウ）
- 遊☆戯☆王デュエルモンスターズGX（綾小路ミツル）
- RAGNAROK THE ANIMATION（ライ）

2005年
- ARIA シリーズ（2005年 - 2008年、ウッディー〈綾小路宇土51世〉） - 3シリーズ
- いちご100%（外村ヒロシ）
- 英國戀物語エマ（2005年 - 2007年、ハキム・アタワーリ） - 2シリーズ
- エレメンタル ジェレイド（ローウェン）
- ギャグマンガ日和（2005年 - 2025年、大林一郎、ペン介、渋谷風流、永倉新八、笹島聖斗 他） - 5シリーズ
- 地獄少女（2005年 - 2017年、柴田一） - 3シリーズ
- 好きなものは好きだからしょうがない!!（浅香奏司、梅谷）
- ハチミツとクローバー（2005年 - 2006年、森田忍、森田司） - 2シリーズ
- 格闘美神 武龍（2005年 - 2006年、鏑木拓郎） - 2シリーズ
- まじめにふまじめ かいけつゾロリ（新人アクマ）
- 蟲師（2005年 - 2014年、化野） - 2シリーズ + 特別編
- BUZZER BEATER（DT）

2006年
- 桜蘭高校ホスト部（猫澤梅人）
- ギャラクシーエンジェる〜ん（デニッシュ伯爵）
- 銀魂（海老名さん）
- ザ・サード 〜蒼い瞳の少女〜（ジョーイ）
- すもももももも 地上最強のヨメ（キモガリ）
- 天保異聞 妖奇士（雲七）
- TOKYO TRIBE2（テラ）
- 働きマン（小林明久）
- Project BLUE 地球SOS（ジェームズ）
- ポケットモンスター ダイヤモンド&パール（2006年 - 2011年、タケシ、ムサシのソーナンス、シンジのグライオン、シンジのブーバー→ブーバーン、サトシのモウカザル→ゴウカザル、サトシのヒノアラシ→マグマラシ、サトシのヨルノズク、ジュンのサワムラー、サトシのジュカイン 他） - 1シリーズ + 特別編
- ラブゲッCHU 〜ミラクル声優白書〜（熊野唯）

2007年
- 大江戸ロケット（耳、若旦那）
- 機動戦士ガンダム00（ビリー・カタギリ、ドイツ議員）
- D.Gray-man（セリム）
- Devil May Cry（ケーリー）
- BUZZER BEATER2（DT）
- もえたん（手塚ナオ）
- もっけ（カマイタチ）
- REIDEEN（安藤）

2008年
- GUNSLINGER GIRL -IL TEATRINO-（クリスティアーノ）
- かんなぎ（芳賀島先生）
- クリスタル ブレイズ（アキラ）
- マッハガール（ナッツ）
- 魍魎の匣（福本巡査）

2009年
- ゴルゴ13（ダニエルの元雇い主）
- DARKER THAN BLACK -流星の双子-（イリヤ）
- ティアーズ・トゥ・ティアラ（レクトール）
- ねぎぼうずのあさたろう（さつまいもの屁太郎、さつまいもの屁次郎、さつまいもの屁三郎）
- 鋼の錬金術師 FULLMETAL ALCHEMIST（ジャン・ハボック、ビドー）
- バトルスピリッツ 少年激覇ダン（クラウン）
- RIDEBACK -ライドバック-（菱田春樹）

2010年
- ケロロ軍曹乙（ダレレ）
- 世紀末オカルト学院（岡本健吾）
- デュラララ!!（2010年 - 2016年、那須島隆志） - 2シリーズ

2011年
- ウルヴァリン（傷男）
- GOSICK -ゴシック-（サイモン・ハント）
- デュエル・マスターズ シリーズ（2011年 - 2016年、オンセン 他） - 3シリーズ
- ブレイド（アグス）
- よんでますよ、アザゼルさん。（藤崎）

2012年
- 神様はじめました（青年）
- ちはやふる（2012年 - 2020年、村尾慎一、的場先生） - 3シリーズ
- 夏目友人帳 肆（小天狗）
- ポケットモンスター ベストウイッシュ シーズン2（2012年 - 2013年、シズイ、タケシ、ムサシのソーナンス、サトシのバリヤード） - 3シリーズ

2013年
- ガンダムビルドファイターズ（レナート兄弟）
- キルラキル（伊織糸郎）
- しまじろうのわお!（まるりんのパパ〈ささきまるた〉）
- 聖闘士星矢Ω（ミラー）
- 八犬伝―東方八犬異聞―（神父）
- HUNTER×HUNTER（第2作）（シュート＝マクマホン、小甲虫）
- ポケットモンスター XY（2013年 - 2016年、ムサシのソーナンス、サトシのケロマツ→ゲコガシラ→ゲッコウガ、サトシのヌメルゴン、ショータのキモリ→ジュプトル→ジュカイン 他）
- ROBOTICS;NOTES（マグヤン）

2014年
- それいけ!アンパンマン（2014年 - 2020年、バルーンアートさん、おりがみまん〈8代目〉）
- 東京喰種トーキョーグール（2014年 - 2018年、丸手斎） - 4シリーズ
- ハナヤマタ（ハナパパ）

2015年
- うしおととら（河童）
- 櫻子さんの足下には死体が埋まっている（内縁の夫）
- SHOW BY ROCK!!（2015年 - 2016年、有栖川メイプル、おやじ、白栖川解子、メイプル師範 他） - 3シリーズ
- 戦国無双（前田慶次）
- DD北斗の拳2（フドウ）
- ワンパンマン（2015年 - 2019年、番犬マン） - 2シリーズ

2016年
- 信長の忍び（2016年 - 2018年、斎藤龍興） - 3シリーズ
- バトルスピリッツ ダブルドライブ（アザス）
- ポケットモンスター サン&ムーン（2016年 - 2019年、ムサシのソーナンス、サトシのバリヤード、マーマネの父、タケシ、タケシのウソッキー、マーマネのクワガノン 他）
- 名探偵コナン コナンと海老蔵 歌舞伎十八番ミステリー（岩見進之介）

2017年
- 3月のライオン（2017年 - 2018年、野口英作） - 2シリーズ
- キラキラ☆プリキュアアラモード（ガミー）
- ドラえもん（テレビ朝日版第2期）（ヒットソングコング）
- THE REFLECTION（ファイサム・フロッグ、モヒカンフロッグ）
- プリプリちぃちゃん!!（ハテナ博士）

2018年
- 剣王朝（梁聯）
- 新幹線変形ロボ シンカリオン（2018年 - 2022年、シャショット、ドクター・イザ / 八代イサブロウ） - 2シリーズ
- ハイスコアガール（ブランカさん）
- 深夜!天才バカボン（アニメーター）

2019年
- モブサイコ100 II（赤レイン）
- 彼方のアストラ（フェリーチェ・ジェンマ）
- 慎重勇者〜この勇者が俺TUEEEくせに慎重すぎる〜（デスマグラ）
- ポケットモンスター（2019年 - 2023年、タケシ、ソーナンス、バリヤード、ジュゴン、カモネギ、クワガノン、スイクン、ヘラクロス、ゴウカザル、クヌギダマ、ゲッコウガ 他） - 2シリーズ + 特別編
- ゲゲゲの鬼太郎（第6作）（門倉）
- けだまのゴンじろー（速田星郎）

2020年
- SHOW BY ROCK!! ましゅまいれっしゅ!!（2020年 - 2021年、有栖川メイプル） - 2シリーズ
- デカダンス（サルコジ）
- もっと!まじめにふまじめ かいけつゾロリ（ロジー）

2021年
- SHAMAN KING（2021年 - 2022年、ホロホロ）

2022年
- 令和のデ・ジ・キャラット（2022年 - 2023年、ナレーション、ゲルくん、暴れん坊、あまえん坊、大魔王モレタス）

2023年
- 君のことが大大大大大好きな100人の彼女（2023年 - 2025年、ナレーション） - 2シリーズ

2024年
- 夜桜さんちの大作戦（皮下真 / 川下真）

### 劇場アニメ
1993年
- 機動警察パトレイバー 2 the Movie

1995年
- KAZU&YASU ヒーロー誕生
- GHOST IN THE SHELL / 攻殻機動隊（9課ヘリパイロット）

1996年
- チョッちゃん物語（八百屋）

1997年
- るろうに剣心 -明治剣客浪漫譚- 維新志士への鎮魂歌（相楽左之助）

1998年
- 機動戦艦ナデシコ -The prince of darkness-（テンカワ・アキト）
- 劇場版ポケットモンスター ミュウツーの逆襲（タケシ、ヒトカゲツー）
- ピカチュウのなつやすみ（タケシ）

1999年
- ウルトラマンM78劇場 Love & Peace
- 劇場版ポケットモンスター 幻のポケモン ルギア爆誕（バリヤード）
- ピカチュウたんけんたい（ホーホー）

2000年
- 映画おじゃる丸 約束の夏 おじゃるとせみら（キスケ）
- エスカフローネ（リデン）
- 劇場版ポケットモンスター 結晶塔の帝王 ENTEI（タケシ）
- ピチューとピカチュウ（タケシ）
- 劇場版 六門天外モンコレナイト〜伝説のファイア ドラゴン〜（ナレーション）

2001年
- カウボーイビバップ 天国の扉（リー）
- 劇場版ポケットモンスター セレビィ 時を超えた遭遇（タケシ）
- ピカチュウのドキドキかくれんぼ（ヒノアラシ）
- デ・ジ・キャラット 星の旅（暴れん坊）

2002年
- 犬夜叉 鏡の中の夢幻城（北条秋時、北条くん）
- 劇場版ポケットモンスター 水の都の護神 ラティアスとラティオス（タケシ）
- ピカピカ星空キャンプ（ヒノアラシ）
- デジモンフロンティア 古代デジモン復活!!（ディノヒューモン）

2003年
- 劇場版 とっとこハム太郎 ハムハムグランプリン オーロラ谷の奇跡 リボンちゃん危機一髪!（ハムキッド）
- 劇場版ポケットモンスター アドバンスジェネレーション 七夜の願い星 ジラーチ（タケシ）
- おどるポケモンひみつ基地（キモリ、ソーナンス）

2004年
- 劇場版ポケットモンスター アドバンスジェネレーション 裂空の訪問者 デオキシス（タケシ）

2005年
- あした元気にな〜れ! 半分のさつまいも（喜三郎）
- 劇場版 テニスの王子様 跡部からの贈り物 〜君に捧げるテニプリ祭り〜（芥川慈郎）
- 劇場版 鋼の錬金術師 シャンバラを征く者（ヨゼフ）
- 劇場版ポケットモンスター アドバンスジェネレーション ミュウと波導の勇者 ルカリオ（タケシ）
- ロックマンエグゼ 光と闇の遺産（日暮闇太郎）

2006年
- 劇場版 どうぶつの森（さくらじま）
- 劇場版ポケットモンスター アドバンスジェネレーション ポケモンレンジャーと蒼海の王子 マナフィ（タケシ）
- ポケモン3Dアドベンチャー ミュウを探せ!（ソーナンス、ジュプトル）

2007年
- 劇場版ポケットモンスター ダイヤモンド&パール ディアルガVSパルキアVSダークライ（タケシ）

2008年
- 劇場版ポケットモンスター ダイヤモンド&パール ギラティナと氷空の花束 シェイミ（タケシ）
- GHOST IN THE SHELL / 攻殻機動隊2.0（9課ヘリパイロット）

2009年
- 劇場版ポケットモンスター ダイヤモンド&パール アルセウス 超克の時空へ（タケシ）
- ピューと吹く!ジャガー〜いま、吹きにゆきます〜（ビリー、ハメ字郎）
- ホッタラケの島 〜遥と魔法の鏡〜（ピカンタ）

2010年
- 劇場版 機動戦士ガンダム00 -A wakening of the Trailblazer-（ビリー・カタギリ）
- 劇場版ポケットモンスター ダイヤモンド&パール 幻影の覇者 ゾロアーク（タケシ）
- Young Alive!〜iPS細胞がひらく未来〜（タカノ）

2012年
- メロエッタのキラキラリサイタル（ソーナンス）

2013年
- 劇場版ポケットモンスター ベストウイッシュ 神速のゲノセクト ミュウツー覚醒（ソーナンス）
- ピカチュウとイーブイ☆フレンズ（ソーナンス）

2014年
- ピカチュウ、これなんのカギ?（ソーナンス、ケロマツ）
- ポケモン・ザ・ムービーXY 破壊の繭とディアンシー（ソーナンス）

2015年
- クレヨンしんちゃん オラの引越し物語 サボテン大襲撃（ホセ）
- ピカチュウとポケモンおんがくたい（ソーナンス）
- ポケモン・ザ・ムービーXY 光輪の超魔神 フーパ（ソーナンス）

2016年
- かっちけねぇ!（宗二の師匠）
- ポケモン・ザ・ムービーXY&Z ボルケニオンと機巧のマギアナ（ゲッコウガ）

2017年
- PEACE MAKER 鐵（市村辰之助）
- 劇場版ポケットモンスター キミにきめた!（アナウンサー、マタドガス）

2018年
- 劇場版ポケットモンスター みんなの物語（ソーナンス）

2019年
- 劇場版ポケットモンスター ミュウツーの逆襲 EVOLUTION（タケシ）
- 劇場版 新幹線変形ロボ シンカリオン 未来からきた神速のALFA-X（シャショット）

2020年
- 劇場版ポケットモンスター ココ（ソーナンス）

2021年
- ARIA The CREPUSCOLO（ウッディー）

2022年
- 映画かいけつゾロリ ラララ♪スターたんじょう（チュンくん）

### OVA
1992年
- カメレオン（上田健二）

1993年
- 超時空世紀オーガス02（特高3）
- 爆炎CAMPUSガードレス（アナウンサー）
- ポチャッコ（グリ）

1994年
- おいら宇宙の探鉱夫（新川）
- マクロスプラス

1995年
- 未来超獣FOBIA（成田むつみ）
- 無責任艦長タイラー（ブンタ、工作員）
- 楽勝!ハイパードール（松下幸介）
- らんま1/2（1995年 - 1996年、うなぎ屋 他） - 3作品

1996年
- いつかのメイン 雷少年天太參上!（梅）
- ウェディングピーチDX（風摩ようすけ）
- それゆけ!宇宙戦艦ヤマモト・ヨーコ（アナウンサー）
- タトゥーン★マスター（日比野火々雄）
- 転校生（津久井真一）
- ふしぎ遊戯（角宿、亢宿、門番）
- BLUE SEED2（八重樫良樹）
- マスターモスキートン（ホノオ）
- 魔法使いTai!（茜の彼氏3号）

1997年
- ありす in Cyberland（河上哲也）
- 工業哀歌バレーボーイズ（星野薫）
- Jaja馬!カルテット（フラカッソ）

1998年
- 教科書にないッ!（大楽有彦）
- 銀河英雄伝説外伝 朝の夢、夜の歌（カール・フォン・ライフアイゼン）
- ゲキ・ガンガー3 熱血大決戦!!（所員、カンフーロボ、テンカワ・アキト）
- ポケットモンスター（1998年 - 2010年、タケシ、ヒノアラシ、ヨルノズク、ソーナンス、ジュプトル、モウカザル、ゴウカザル 他） - 10作品

1999年
- ありさ☆GOOD LUCK（秀一）
- 太陽の船 ソルビアンカ（パーシー）
- ときめきメモリアル（早乙女好雄）
- BREAK-AGE（倉田大輔）

2000年
- 天使禁猟区（加藤故）
- ぼくたちピチューブラザーズ シリーズ（ブビィ、ソーナンス） - 2作品

2001年
- BUS GAMER（斉藤一雄）
- ラブひな（2001年 - 2002年、浦島景太郎） - 2作品
- るろうに剣心 -明治剣客浪漫譚- 星霜編（相楽左之助）

2002年
- ナースウィッチ小麦ちゃんマジカルて（2002年 - 2004年、ムギまる） - 2作品
- ふたりエッチ（小野田真）

2003年
- Di Gi Charat劇場 ぴよこにおまかせぴょ!（ロボ、ナレーション、あまえん坊）

2004年
- アカネマニアックス（梅田庵努朗）

2005年
- いちご100%（外村ヒロシ）
- ハチミツとクローバー（森田忍）

2006年
- テニスの王子様（2006年 - 2012年、芥川慈郎） - 4作品

2007年
- ARIA The OVA 〜ARIETTA〜（綾小路宇士51世〈ウッディー〉）
- ピューと吹く!ジャガー（ビリー、酒留父字郎、間池留）

2008年
- 機動戦士ガンダム MS IGLOO2 重力戦線（ベーメル）
- デトロイト・メタル・シティ（ヨハネ・クラウザーII世、ロザドニエゴリボサラバロドス）
- 舞-乙HiME 0〜S.ifr〜（ブランキン）
- よつのは（とも兄）

2012年
- るろうに剣心 -明治剣客浪漫譚- 新京都編（相楽左之助）※劇場先行公開

2015年
- 東京喰種トーキョーグール【JACK】（丸手斎）

### Webアニメ
- 戦慄のミラージュポケモン（2006年、タケシ）
- 聖闘士星矢 黄金魂 -soul of gold-（2015年、ヘラクルス）
- ガンダムビルドファイターズ バトローグ（2017年、マリオ・レナート、フリオ・レナート、セリオ・レナート）
- 佐賀県を巡るアニメーション「おかえり 故郷の唐津」「ただいま 思い出の佐賀」（2017年、岡田、久富）
- SDガンダムワールド 三国創傑伝（2019年、ナレーション[98]）
- 俺、つしま（2021年、おじさん）
- ポケットモンスター 神とよばれし アルセウス（2022年、タケシ）
- T・Pぼん（2024年、タラ子タラ夫） - 2シリーズ[一覧 35]

### ゲーム
1994年
- ヴァンパイア シリーズ（1994年 - 1997年、ガロン、オルバス、ザベル・ザロック、演出ナレーション） - 5作品
- ときめきメモリアル シリーズ（1994年 - 1999年、早乙女好雄、外井雪之丞） - 4作品

1995年
- 空想科学世界ガリバーボーイ（その他）

1996年
- エクストラブライト（エース）
- ありす in Cyberland（河上哲也）
- るろうに剣心 -明治剣客浪漫譚-  シリーズ（1996年 - 1997年、斬左 / 相楽左之助） - 2作品
- トワイライトシンドローム-究明編-（地下防空壕の少佐、宅配便のお兄さん）

1997年
- EVE burst error（二階堂進）
- 機動戦艦ナデシコ シリーズ（1997年 - 1998年、テンカワ・アキト） - 2作品
- QUOVADIS 2〜惑星強襲オヴァン・レイ〜（シド・ガッセン）
- 私立ジャスティス学園シリーズ（1997年 - 2000年、沢村将馬） - 3作品
- ストリートファイターIII 2nd IMPACT（ユリアン）
- 天外魔境 第四の黙示録（スカー・ウルフ）
- 天空のエスカフローネ（リデン、ギメル）
- トゥームレイダース（カウボーイ）
- ファーランドストーリー 〜四つの封印〜（イワン）
- 竜機伝承2（セシル・グラナード）

1998年
- エーベルージュ スペシャル 〜恋と魔法の学園生活〜（ネルト・ケンダーマン）
- エーベルージュ2（ロルフ・ネッカー）
- 火星物語（ナラハンヌ）
- 金田一少年の事件簿 星見島 悲しみの復讐鬼（辰巳伸也、角野幸夫）
- スターオーシャン セカンドストーリー（クロード・C・ケニー）
- ストリートファイターZERO3（ブランカ、バルログ）
- ゼノギアス（ビリー）
- 仙窟活龍大戦カオスシード（主人公）
- DANCING BLADE かってに桃天使!（猿吉）
- ドラゴンフォースII -神去りし大地に-（クリフト）
- にじいろトゥインクル 〜ぐるぐる大作戦〜（レイド）
- NOëL 〜La neige〜（学生）
- バックガイナー（水樹慎）
- ファーランドサーガ（レオン）
- MARVEL VS. CAPCOM CLASH OF SUPER HEROES（ジン・サオトメ、ストライダー飛竜）

1999年
- アークザラッドIII（ルッツ）
- グローランサー（オスカー・リーヴス）
- サイコメトラーEIJI（江川トオル）
- 西遊記（孫悟空）
- 戦国美少女絵巻 空を斬る!! 〜春風の章〜（渡瀬四郎）
- DANCING BLADE かってに桃天使II 〜Tears of Eden〜（猿吉）
- 猫侍（太一）
- リフレインラブ2（宮之陣）

2000年
- カプコン バーサス エス・エヌ・ケイ ミレニアムファイト 2000（ブランカ、バルログ）
- サモンナイト（ジンガ、イムラン）
- 聖戦士ダンバイン 聖戦士伝説（シュンジ・イザワ）
- 超鋼戦紀キカイオー（ジン・サオトメ）※ドリームキャスト版
- 仙界大戦 〜TVアニメーション仙界伝 封神演義より〜（蒼尚〈烈破蒼尚寵児〉）
- バウンサー（無月）
- MARVEL VS. CAPCOM 2 NEW AGE OF HEROES（ジン・サオトメ、ストライダー飛竜）
- マリオアーティスト タレントスタジオ（TALENT VOICES〈♂タレントの声〉）
- ラブひな（浦島景太郎） - 2作品

2001年
- アイシア（新見翔）
- CAPCOM VS. SNK 2 MILLIONAIRE FIGHTING 2001（ブランカ、バルログ）
- カプコン バーサス エス・エヌ・ケイ ミレニアムファイト 2000 PRO（ブランカ、バルログ）
- グローランサーII（オスカー・リーヴス）
- サモンナイト2（ジンガ、イムラン）
- 仙界通録正史 〜TVアニメーション仙界伝 封神演義より〜（蒼尚、燃燈道人）
- 大乱闘スマッシュブラザーズシリーズ（2001年 - 2018年、ゲッコウガ、ソーナンス、ヒノアラシ、ゲノセクト） - 5作品
- Phantom -PHANTOM OF INFERNO-（志賀透）

2002年
- アカネマニアックス〜流れ星伝説剛田〜（梅田庵努朗）
- X-エックス- 運命の選択（玖月牙暁）
- GALAXY ANGEL（タクト・マイヤーズ）
- GUILTY GEAR XX（ザッパ）
- シャーマンキング スピリット オブ シャーマンズ（ホロホロ、ミック）
- シャーマンキング 超・占事略決3（ホロホロ、ザンチン）
- スーパーロボット大戦シリーズ（2002年 - 2023年、テンカワ・アキト） - 9作品
- ゾイドVS.（カール・リヒテン・シュバルツ、ザン・フェール）
- 天使な小生意気（安田太助）

2003年
- 機動戦士ガンダム めぐりあい宇宙（フォルド・ロムフェロー）
- きまぐれストロベリーカフェ（千頭貴行、千頭雅行）
- GALAXY ANGEL Moonlit Lovers（タクト・マイヤーズ）
- GUILTY GEAR XX #RELOAD（ザッパ）
- 式神の城II（ロジャー・サスケ）
- シャーマンキング ソウルファイト（ホロホロ、ミック）
- 十二国記 -紅蓮の標 黄塵の路-（浅野郁也）
- 半熟英雄対3D（ハイポリゴ大将軍・四次元皇帝）
- ロックマンエグゼ トランスミッション（日暮闇太郎、カラードマン）
- テニスの王子様2003 COOL BLUE & PASSION RED（芥川慈郎）※PASSION REDのみ

2004年
- 宇宙のステルヴィア（ピエール・タキダ）
- GALAXY ANGEL Eternal Lovers（タクト・マイヤーズ）
- 決戦III（前田慶次）
- シャーマンキング ふんばりスピリッツ（ホロホロ）
- JACKIN -ジャックイン-（ケン）
- 十二国記 -赫々たる王道 紅緑の羽化-（浅野郁也）
- 無双シリーズ（2004年 - 2011年、前田慶次、佐々木小次郎） - 10作品
- ゾイドインフィニティ（カール・リヒテン・シュバルツ、ザン・フェール）
- テニスの王子様 最強チームを結成せよ!（芥川慈郎）
- テニスの王子様2004 Stylish Silver & Glorious Gold（芥川慈郎）※Stylish Silverのみ
- テニスの王子様 2005 CRYSTAL DRIVE（芥川慈郎）
- 天誅 紅（硝）
- 転生學園幻蒼録（若林誠）
- ピューと吹く!ジャガー 明日のジャンプ（ビリー）

2005年
- Another Century's Episode（テンカワ・アキト）
- エレメンタル ジェレイド 〜封印されし謳〜（ローウェン）
- エレメンタル ジェレイド-纏え、翠風の剣-（ローウェン）
- 機動戦士ガンダムSEED DESTINY GENERATION of C.E.（ジェス・リブル）
- GUILTY GEAR XX / -SLASH-（ザッパ）
- 金色のガッシュベル!! うなれ!友情の電撃 ドリームタッグトーナメント（カルディオ）
- サモンナイト クラフトソード物語 〜はじまりの石〜（トラム、ベルヴォレン）
- 式神の城 七夜月幻想曲（ロジャー・サスケ）
- テニスの王子様 〜学園祭の王子様〜（芥川慈郎）
- NANA（高倉京助）
- NAMCO x CAPCOM（クリノ・サンドラ、ザベル＝ザロック）
- プリンセスコンチェルト（アルフレッド）
- 夜刀姫斬鬼行（速見広樹）

2006年
- Another Century's Episode 2（テンカワ・アキト）
- ARIA The NATURAL 〜遠い記憶のミラージュ〜（綾小路宇土51世〈ウッディー〉）
- 機動戦士ガンダム スピリッツオブジオン（フォルド・ロムフェロー）
- GALAXY ANGEL II 絶対領域の扉（タクト・マイヤーズ）
- GUILTY GEAR XX Λ CORE -ACCENT CORE-（ザッパ）
- 式神の城III（ロジャー・サスケ）
- デジモンセイバーズ アナザーミッション（神楽司）
- 転生學園月光録（若林誠）
- ときめきメモリアル Girl's Side 2nd Kiss（真咲元春）
- NINETY-NINE NIGHTS（ナオ）
- 任侠伝 渡世人一代記（油つぼの豚松、花魁の智七）
- ふぁいなりすと（佐野真吾）
- ブルードラゴン（デスロイ）
- るろうに剣心 -明治剣客浪漫譚- 炎上!京都輪廻（相楽左之助）

2007年
- Another Century's Episode 3 THE FINAL（テンカワ・アキト）
- SDガンダム GGENERATION（2007年 - 2019年、フォルド・ロムフェロー、ジェス・リブル） - 6作品
- 桜蘭高校ホスト部（猫澤梅人）
- おじゃる丸DS おじゃるとおけいこ あいうえお（キスケ、オコリン坊）
- テイルズ オブ イノセンス（スパーダ・ベルフォルマ / デュランダル）
- テニスの王子様 〜ドキドキサバイバル〜海辺のSecret（芥川慈郎）
- テニスの王子様 CARD HUNTER（芥川慈郎）
- ドラグナーズアリア 竜が眠るまで（ジャレッド・ブレイン）
- みんなのGOLF 5（キッド）
- ASH -ARCHAIC SEALED HEAT-（バトラー）

2008年
- ARIA The ORIGINATION 〜蒼い惑星のエルシエロ〜（綾小路宇土51世〈ウッディー〉）
- ストリートファイターIV（ブランカ）
- ティアーズ・トゥ・ティアラ 花冠の大地（レクトール）
- ときめきメモリアル Girl's Side 2nd Season（真咲元春）
- 無双OROCHI 魔王再臨（前田慶次、佐々木小次郎）

2009年
- 乙女デスク（中村浩介）
- GALAXY ANGEL II 永劫回帰の刻（タクト・マイヤーズ）
- ティアーズ・トゥ・ティアラ外伝 -アヴァロンの謎-（レクトール）
- テイルズ オブ ザ ワールド レディアント マイソロジー2（スパーダ・ベルフォルマ）
- 鋼の錬金術師 FULLMETAL ALCHEMIST（2009年 - 2022年、ジャン・ハボック） - 3作品
- ヒイロノカケラ 新玉依姫伝承（諏訪恭介、諏訪鉄平）
- ファイナルファンタジーXIII（アモダ）
- ポケパークWii 〜ピカチュウの大冒険〜
- 無双OROCHI Z（前田慶次、佐々木小次郎）

2010年
- スーパーストリートファイターIV（ブランカ）
- テニスの王子様 もっと学園祭の王子様 - More Sweet Edition -（芥川慈郎）

2011年
- Another Century's Episode Portable（テンカワ・アキト）
- ULTIMATE MARVEL VS. CAPCOM 3（ストライダー飛竜）
- 戦国無双3 Z（前田慶次）
- 戦国無双3 Empires（前田慶次）
- 戦国無双 Chronicle（前田慶次）
- 第2次スーパーロボット大戦Z 破界篇 / 再世篇（2011年 - 2012年、クロウ・ブルースト） - 2作品
- テイルズ オブ ザ ワールド レディアント マイソロジー3（スパーダ・ベルフォルマ）
- テニスの王子様 ぎゅっと!ドキドキサバイバル 海と山のLove Passion（芥川慈郎）
- デビルサバイバー オーバークロック（ロキ）
- ヒイロノカケラ 新玉依姫伝承 ―Piece of Future―（諏訪恭介、諏訪鉄平）
- ファイナルファンタジーXIII-2（ダディベア）
- 無双OROCHI 2（前田慶次、佐々木小次郎）
- るろうに剣心 -明治剣客浪漫譚- 再閃（相楽左之助）

2012年
- アルカナ・ファミリア -幽霊船の魔術師-（ヨシュア）
- 幻想水滸伝 紡がれし百年の時（ラスカリス・リウイス、ウッツェ）
- ストリートファイター X 鉄拳（ブランカ）
- 戦国無双 Chronicle 2nd（前田慶次）
- テイルズ オブ イノセンス R（スパーダ・ベルフォルマ / デュランダル）
- テイルズ オブ ザ ヒーローズ ツインブレイヴ（スパーダ・ベルフォルマ）
- PROJECT X ZONE（ザベル＝ザロック）
- 無双OROCHI2 Special（前田慶次、佐々木小次郎）
- 無双OROCHI2 Hyper（前田慶次、佐々木小次郎）
- るろうに剣心 -明治剣客浪漫譚- 完醒（相楽左之助）

2013年
- スーパーロボット大戦Operation Extend（カール・リヒテン・シュバルツ）
- 無双OROCHI2 Ultimate（前田慶次、佐々木小次郎）

2014年
- ウルトラストリートファイターIV（ブランカ）
- 機動戦士ガンダム サイドストーリーズ（フォルド・ロムフェロー）
- 戦国無双 Chronicle 3（前田慶次、佐々木小次郎）
- 戦国無双4（前田慶次、佐々木小次郎）
- テイルズ オブ ザ ワールド レーヴ ユナイティア（スパーダ・ベルフォルマ）
- 不思議の幻想郷3（上田屋店主、霖之助ロボMk-II・YU-Edition）
- バイオハザード HDリマスター（リチャード・エイケン）

2015年
- 新テニスの王子様「go to the top」（芥川慈郎）
- 戦国無双4 Empires（前田慶次、佐々木小次郎）
- 第3次スーパーロボット大戦Z 連獄篇 / 天獄篇（クロウ・ブルースト） - 2作品
- 不思議の幻想郷 -THE TOWER OF DESIRE-（霖之助ロボMk-II・YU-Edition）
- PROJECT X ZONE 2:BRAVE NEW WORLD（ソード、ザベル＝ザロック）

2016年
- ガールフレンド（仮）（悪神主）
- 逆転オセロニア（ローラン）
- ポケモントレッタ（サトシのゲッコウガ / サトシゲッコウガ）
- ヤマトクロニクル創世（五右衛門）

2017年
- ウルトラストリートファイターII -The Final Challengers-（ブランカ）

2018年
- ストリートファイターV アーケードエディション（ブランカ）
- テイルズ オブ ザ レイズ（スパーダ・ベルフォルマ）
- スターオーシャン:アナムネシス（クロード・C・ケニー）

2019年
- キルラキル ザ・ゲーム -異布-（伊織糸郎）

2020年
- SHOW BY ROCK!! Fes A Live（有栖川メイプル）
- 共闘ことばRPG コトダマン（相楽左之助）
- ワールドフリッパー（グリーグ）

2021年
- 妖怪ウォッチ ぷにぷに（ホロホロ）
- モンスターストライク（2021年 - 2023年、ホロホロ、ジャン・ハボック）

2022年
- スーパーロボット大戦30（シャショット） - DLC追加キャラクター

2023年
- BATSUGUN EXAレーベル（ジーノ・リムルシュテット）
- STAR OCEAN THE SECOND STORY R（クロード・C・ケニー）
- ストリートファイター6（ブランカ）

2024年
- Rise of the Ronin（福沢諭吉）

2025年
- BLEACH Rebirth of Souls（井上昊）

### ドラマCD
- アークザラッドIII マーシアの決意（ルッツ）
- アイドライジング!（キムラ・ユウガク）※『電撃文庫MAGAZINE』Vol.18付録「豪華声優陣×第17回電撃小説大賞コラボCD」
- 愛犬わをん（葛の葉）
- 嵐のデスティニィ（橋本浩志）
- いちご100%（外村ヒロシ）
- ういうい♥days（佐藤哲平）
- ウィザードリィ CDドラマI 〜ハースニール異聞〜（ユーティ）
- EREMENTAR GERAD The original（ローウェン）
- 桜蘭高校ホスト部（猫澤梅人）
- おじゃる丸「月光町のうた」（キスケ）
- 頭文字D 番外編 ドリキン青春グラフティー（土屋圭市）
- 風の歌 星の道シリーズ（ソード）
- 狐のお嫁ちゃん（高崎浩一）
- 吸血姫美夕 CDシネマIV（青年）
- 機動戦艦ナデシコ（テンカワ・アキト）
- 機動戦士ガンダム00 シリーズ（ビリー・カタギリ）
  - 機動戦士ガンダム00 CDドラマ・スペシャル アナザーストーリー MISSION-2306
  - 機動戦士ガンダム00 CDドラマ・スペシャル アナザーストーリー Road to 2307
  - 機動戦士ガンダム00 CDドラマ・スペシャル アナザーストーリー COOPERATION-2312
- きまぐれオレンジ☆ロード（火野勇作）
- 君は僕の太陽だ イメージ・アルバム
- キヨショーシリーズ（手島真光）
  - キヨショーサテライト プラチナ（手島真光）
- グローランサー（オスカー・リーヴス）
- 幸運男子 -ラッキーくん-（斑）
- 魁!!クロマティ高校 特別編（石川淳）
- SAMURAI DEEPER KYO シリーズ（十二神将・クビラ）
- CDドラマ リフレインラブ2〜この空をいつか見たように〜（宮之陣）
- 式神の城（ロジャー・サスケ）
- シャーマンキング シリーズ（ホロホロ）
  - シャーマンキング オリジナルイメージアルバム
  - シャーマンキング S.F.O.V II「クリムセ」
- JOKER FILE.1 ムーン・ファンタジー（六道リィン）
  - JOKER FILE.1 イメージ・アルバム
- JOKER FILE.2 ドリーム・プレイング・ゲーム（六道リィン）
- 心霊調査室OFFICE麗（宮城祐太）
- すごいよ!!マサルさん オリジナルサウンドトラック「セクシーコマンドー部 主だい歌」（花中島マサル）
- スターオーシャン セカンドストーリーシリーズ（クロード・C・ケニー）
- ストリートファイターZERO3 ドラマアルバム（バルログ、ブランカ）
- スレイヤーズVSオーフェン〜史上最悪の邂逅〜（ヴォイム）
- 空の境界（秋巳大輔）
- 「Danza」PLUS「COPPERS」（ラス）
- テイルズ オブ イノセンス ドラマCD（スパーダ・ベルフォルマ）
- テニスの王子様シリーズ 
  - THE BEST OF RIVAL PLAYERS XII JIRO AKUTAGAWA（芥川慈郎）
  - BRAND NEW DAY（3グァバトリオ）
  - BRAND NEW DAY（3グァバトリオ / 芥川慈郎）
- 天才ファミリー・カンパニー（有吉太郎）
- 天使禁猟区（加藤故）
- 伝説の勇者の伝説（ライナ・リュート）
- 電脳戦機バーチャロン シリーズ
  - CyberNet Rhapsody（ノブ）
  - COUNTERPOINT 009A（ノブ）
- ときめきメモリアルシリーズ（早乙女好雄）
  - 月刊ときめきメモリアルシリーズ
  - もっと!ときめきメモリアルシリーズ
  - 女々しい野郎どもの詩（本人名義で歌唱）
  - 100%の自分（早乙女好雄アルバム）
  - ときめきメモリアル 虹色の青春 forever Vol.1 - 5
  - ときめきメモリアル 彩のラブソング with you vol.1 - 5
  - ときめきメモリアル 旅立ちの詩 so long 藤崎詩織1、2
  - ときめきメモリアル 旅立ちの詩 so long 館林見晴
- ドラマアルバム 大魔王アリス（アーク）
- ドラマCD ALMIGHTY×10（秋乃アラシ）
- ドラマCD 八雲立つ 新音盤物語（忌部怜司）
- ハイガクラ（羅漢）
- バイオハザード2 ドラマアルバム 〜生きていた女スパイ・エイダ〜（フィリプ）
- 花咲きKomachi-Girls（徳川信之介）
- HAPPY BOY ドラマCD （レオ）
- HAPPY BOY ボーカルコレクション（レオ）
- 話が違う
- Barico 子猫狂詩曲 -kitten rhapsody-（ノア）
- B壱（トゥール）
- ピューと吹く!ジャガー ドラマCD ジャガージュン市のオールナイト昼（ビリー）
- FOOKIES E1（八）
- フラワー・オブ・ライフ（辻俊平）
- 放課後のトム・ソーヤー（秋月ケンイチ）
- 方言恋愛 第3巻（國武美斗）
- ポケットモンスターシリーズ
  - ポケモンはらはらリレー「タケシのパラダイス」（タケシ）
  - 前向きロケット団!（ソーナンス）
- 星のパイロット（チャーリー・チャン）
- Mr.FULLSWING（御柳芭唐）
- 女神異聞録ペルソナ（稲葉正男）
- もえたん リスニングCD（ナオくん）
- ドラマCD 薬師寺涼子の怪奇事件簿（岸本明）
- ラブひな（浦島景太郎）
- わりとよくある男子校的恋愛事情ドラマCD（西條秀貴）

### BLCD
- WEST END5（ハーヴェイ）
- SE SPECIAL COLLECTION 〜LEVEL-C,WEST END&G2（永橋南海人、友達A、スタッフ）
- 彼氏シリーズ3 Little Romance（怜二）
  - 彼氏シリーズ2 彼氏のひみつ（怜二）
- 幸せにしてあげます〜みどりさんを探せ!〜（大沢俊行）
- JACKIN-ジャックイン-（ケン）
- 好きなものは好きだからしょうがない!! シリーズ（浅香奏司、梅谷教諭）
- せつない恋だぜ（新庄渉）
- ソリッド・ラヴ（王子沢恵）
- ドラマCD P.B.B.プレイボーイブルース（菱谷忍）
- プリーズ・ミスター・ポリスマン!（千葉直行）
- 毎日晴天!（魚屋の達也）
  - Vol.2 子供は止まらない
  - Vol.4 子供の言い分
  - Vol.4.5番外編 君が段取りをする時間
  - Vol.5 竜頭町三丁目 帯刀家の迷惑な日常
  - Vol.6 子供たちの長い夜
- MOMOCAN〜桃缶〜（裕人 / 一也）
  - MOMOCANII〜桃缶II〜（雷鬼）

### カセットブック
- アニメイトカセットコレクション 機動戦艦ナデシコ 「ナデシコ対ゲキ・ガンガー対宇宙人」……って、オイ!?（テンカワ・アキト）
- アニメイトカセットコレクション 機動戦艦ナデシコ 2 ナデシコ・ばらえてい（仮題）（テンカワ・アキト）
- アニメイトボイスカセット 機動戦艦ナデシコ ナデシコクルー編（アキト）

### 吹き替え

#### 映画
- アナと世界の終わり（サヴェージ〈ポール・ケイ〉[123]）
- ウィットネス（男〈トリート・ウィリアムズ〉）
- ゴッド・ギャンブラー 完結編（シウラッパ〈レオン・カーフェイ〉）
- サタデー・ナイト・フィーバー（ボビー〈バリー・ミラー〉）※DVD新録版
- 新世紀Mr.Boo! ホイさま カミさま ホトケさま（フグ〈ジョーダン・チャン〉）
- スーパーノヴァ（ベンジャミン〈ウィルソン・クルーズ〉）
- バニラ・フォグ ※VHS版
- ヘラクレス（少年）
- マトリックス（マウス〈マット・ドーラン〉）※ソフト版
- 名探偵ピカチュウ（キモリ[124][125]）
- ユニバーサル・ソルジャー/ザ・リターン（イカ男）
- ラストサマー2（ダリック〈ベンジャミン・ブラウン〉）※DVD版
- レスリー・チャンの恋はあせらず（ウィン〈レスリー・チャン〉）

#### テレビドラマ
- iCarly
- オーシャンガール（ジェイソン〈デビット・ホフリン〉）
- ハチミツとクローバー 〜蜂蜜幸運草〜（森田忍〈エディ・ポン〉）
- 愉快なシーバー家（ホワイティ）

#### アニメ
- アンデルセン・ストーリーズ（雪だるま）
- インヴェイジョンUSA（デヴィッド・カーター〈マイキー・ケイリー〉）
- オジー&ドリックス（オジー〈フィル・ラマール〉）
- 消防士サム（ナレーター）
- TMNT（ドナテロ〈ミッチェル・ホイットフィールド〉）
- Hi Hi Puffy AmiYumi（3000年のユミ）

### 特撮
- 特捜ロボ ジャンパーソン（1993年、ロボット・エンジェルの声）
- ぼうけん!メカラッパ号（2000年、アレッキオ、タルミンの声）
- スーパー戦隊シリーズ
  - 快盗戦隊ルパンレンジャーVS警察戦隊パトレンジャー（2018年、デストラ・マッジョの声[126]）
  - 快盗戦隊ルパンレンジャーVS警察戦隊パトレンジャー en film（2018年、デストラ・マッジョの声）
  - 快盗戦隊ルパンレンジャー＋警察戦隊パトレンジャー 〜究極の変合体!〜（2018年、デストラ・マッジョの声）
  - 魔進戦隊キラメイジャー（2020年、オーブン邪面の声[127]）

### ラジオ
- 上田祐司の放課後ワンダークラブ（文化放送、パーソナリティ）
- WEBラジオ 冬休みだよ!ギャグマンガ日和（パーソナリティ）
- テニスの王子様 オン・ザ・レイディオ（2004年12月、マンスリーパーソナリティ）

### ラジオドラマ
- VOMIC べしゃり暮らし（辻本潤）
- きまぐれオレンジ☆ロード（火野勇作）
- せんせいのお時間（工藤雄一）
- 伝説の勇者の伝説（ライナ・リュート）
- ときめきメモリアル（早乙女好雄）
- HAPPY BOY（レオ）

### テレビ番組
- ピタゴラスイッチ（スー、NHK教育）
- ひょうたんからコトバ（ナレーション、NHK教育）
- 天才てれびくんYOU（しろのじょう、NHK教育）
- 祝15周年!ポケモン映画名シーン超ランキングスペシャル!!（ムサシのソーナンス、テレビ東京）
- 人生が変わる1分間の深イイ話（声の出演、日本テレビ）
- MAG・ネット 〜マンガ・アニメ・ゲームのゲンバ〜（声の出演、NHK）
- 「ゴッポンニ」日本語を見直す緊急パトロールスペシャル! 2012（ナレーション、TBS）
- 声優×怪談 第2夜「黒の怪談」[128]（2019年8月15日、NHK）

### パチンコ・パチスロ機
- CRギャラクシーエンジェル（タクト・マイヤーズ）
- CRフィーバー機動戦艦ナデシコ（テンカワ・アキト）
- パチスロ機動戦艦ナデシコ（テンカワ・アキト）
- パチスロ戦国無双（前田慶次）
- CR戦国無双（前田慶次）
- パチスロときめきメモリアル（早乙女好雄）
- CR REIDEEN（安藤）
- パチスロナースウィッチ小麦ちゃんマジカルて（ムギまる）
- CR 地獄少女（柴田一）
- P SHOW BY ROCK!!（2019年、有栖川メイプル）

### CM
- 第一生命新堂々人生 花占い篇（ナレーション）（ラジオ-CM）
- タカラトミー「韋駄天翔」（TV-CM）
- セブンアンドワイ（2006年）（TV-CM）
- ヴィダルサスーン「ニュースキャスター」篇（TV-CM）
- ギャグマンガ日和番宣（TV-CM）
- TOYOTA「ファーブル教授のスケッチブック」（ゲーム・ナレーション）（WebCM）
- 日産自動車「日産N-Link Web絵本」（朗読・ゲーム）（WebCM）
- Axe「ビーチパーティ」篇（ジョニーの声・ゲーム・ナレーション）（WebCM）
- 三井住友カード（ウリボーの声）
  - 「エミリ＆ウリボー出会い」篇（TV-CM）
  - 「ウリボーやまびこ」篇（TV-CM）
  - 「Fly Away」篇（TV-CM）
  - 「ネコとウリボー」篇（TV-CM）
  - 「ウリボーサイクリング」篇（TV-CM）
  - 「おしゃべりインコ」篇（TV-CM）
  - 「スピーチ」篇（TV-CM）
  - 三井住友VISAカード（WebCM）
- サントリー フレシネ「メリーアレコレ。」篇（TV-CM）
- タカキベーカリー（モグモグパンダの声）（TV-CM）
  - 「食卓に現れる」篇
  - 「ピクニックについて来た」篇
  - 「ショッピングカートを押す」篇
  - 「くるみドッサリ」篇
  - 「回る回る」篇
  - 「ねいちゃんとモグモグパンダ」篇
  - 「お寝坊パンダ」篇
  - 「耳までおいしい」篇
  - 「ライ麦＆玄米」篇
  - 「流れる」篇
  - 「盛りつけ」篇
  - 「甘い朝食」篇
  - 「登場」篇
  - 「ケーキをはこぶソリ」篇
  - 「スロット」篇
  - 「忙しい夏の朝」篇
  - 「星空」篇
- 角川書店 「レヴォリューションNo.0」
- キミ☆スタ2011 キミ☆スタ名作劇場「赤ずきんちゃん」篇（TV-CM）
- 日本コカ・コーラ「ハピネスクエスト」
- ほけんの窓口グループ 「イイトコドリ」篇（イイトコドリの声）（TV-CM）
- ハウス食品 ウコンの力「歓送迎会にウコンでカンパイ」篇（TV-CM）

### その他コンテンツ
- ギャグマンガ日和（ジャンプフェスタ版）（マネージャー、カミロボ、宮原一）
- ぷよぷよ の〜てんSPECIAL（ナスグレイブ、アナウンサー）
- エンバーミング -THE ANOTHER TALE OF FRANKENSTEIN-（ジャンプフェスタ版）（ヒューリー＝フラットライナー）
- 「方言恋愛3」アニメイト 店内ナレーション
- チョロQ3 - 紹介映像
- しまじろうのどうようえほん（とんとんとんとんひげじいさん、かたつむり、おにのパンツ、こぶたぬきつねこ、かえるのがっしょう）